# Ángel González Palencia
Cándido Ángel González Palencia (Horcajo de Santiago, Cuenca, 4 de septiembre de 1889 - Olivares de Júcar, 30 de octubre de 1949) fue un arabista y crítico literario español.

## Biografía
Vivió su infancia en las localidades de Priego y Beteta y estudió en el Instituto de Cuenca, donde obtuvo el grado de bachiller en Artes. González Palencia alternó estos estudios con otros en el Seminario menor de Cuenca, donde profundizó en latín, filosofía y teología de 1897 a 1909; allí coincidió con otro futuro erudito, Luis Astrana Marín. 
Tras la muerte de su padre tuvo que dejar para siempre la vocación sacerdotal y trasladarse a Madrid con su madre y su hermana para trabajar como pasante en un colegio madrileño, labor que compaginó con los estudios de filosofía y letras, en los que se licencia en 1910. Entró en el Cuerpo Facultativo de Archiveros, Bibliotecarios y Arqueólogos y en 1911 obtuvo por oposición la plaza de archivero en la delegación de Hacienda de Toledo, lo que le sirvió de provecho para estudiar la historia de los mozárabes en la ciudad. Logró traslado al Archivo Histórico Nacional en 1913 y se doctoró en Filosofía y letras en 1915, con una edición y traducción de la Lógica de Abusalt de Denia. 
Fue discípulo de los arabistas Julián Ribera y Miguel Asín Palacios. Este último profundizó sus estudios en la materia junto con González Palencia y el también arabista Maximiliano Agustín Alarcón, con fines de provecho mutuo.
A partir de 1916 trabajó como profesor auxiliar en la Facultad de Filosofía y Letras de la Universidad Central, hasta obtener la cátedra de literatura arabigoespañola en la misma (1927), sucediendo a su profesor Julián Ribera. 
Fue académico de la Real de la Historia (1930) y de la Lengua (1940). Dirigió la Escuela de Estudios Árabes del Centro de Estudios Históricos de Madrid, la Biblioteca de Asuntos Orientales y la Biblioteca SAETA de literatura española. 
En enero de 1937 fue sancionado por el gobierno de la República con la separación definitiva del servicio. Tras la Guerra Civil fue secretario de la Comisión de Depuración Universitaria, y escribió contra la Institución Libre de Enseñanza.
Como investigador, fue autor de ediciones y traducciones de textos árabes e innumerables estudios literarios, históricos, bibliográficos y eruditos de su especialidad y sobre autores de la literatura española en general, como Enrique Flórez, Jorge de Montemayor, Juan Meléndez Valdés, Juan Ruiz de Alarcón, Francisco de Quevedo, Francisco Cerdá y Rico, Miguel de Cervantes y Juan López de Hoyos.
Su fallecimiento sucedió en un accidente de automóvil en Olivares de Júcar (Cuenca).

## Obras

### Sobre literatura española
- En colaboración con Juan Hurtado, Historia de la literatura española, varias ediciones desde 1921, y Antología de la literatura española, 1926.
- El Cancionero de Jorge de Montemayor, 1931.
- Don Francisco Cerdá y Rico, su vida y sus obras, 1928.
- Testamento de Juan López de Hoyos, maestro de Cervantes, 1921.
- Índice de la España Sagrada, 1918.
- Pleitos de Quevedo con la villa de Torre de Juan Abad, 1928.
- Las fuentes de la comedia de Juan Ruiz de Alarcón Quien mal anda, mal acaba, 1929.
- El arzobispo don Raimundo de Toledo, 1942.
- Eruditos y libreros del siglo XVIII. Estudios histórico-literarios., 1948.
- La España del Siglo de Oro, 1940.
- Gonzalo Pérez, secretario de Felipe II. Dos vols, el segundo epistolario, 1946.
- Del Lazarillo a Quevedo, 1946.
- El conde de Moctezuma, corregidor de Madrid, 1949.
- Pedro de Medina (Libro de grandezas y cosas memorables de España). Discurso leído ante la Real Academia Española, Madrid, 1940.
- Entre dos siglos. Estudios literarios (segunda serie). 1943.
- Las ediciones académicas del Quijote, 1947.
- Quevedo, Tirso y las comedias ante la Junta de Reformación, 1946.
- Clásicos españoles I: Obras de Pedro de Medina. Edición y prólogo de Ángel González Palencia, 1944.
- El sevillano Don Juan Curiel, juez de imprentas, 1945.
- Romancero general. Tomo I (1600, 1604, 1605) Madrid, 1947. Edición, prólogo e índices de Ángel González Palencia

### Arabismo
- Manuscritos árabes y aljamiados..., 1912.
- Tratado de Lógica, por Abusalt de Denia, texto árabe, traducción y estudio previo, 1915.
- Edición y traducción del ¡¡Catálogo de las ciencias¡¡ de Alfarabi, 1953, póstuma.
- Historia de la literatura arábigo-española, Barcelona, 1928; segunda edición revisada, Barcelona, 1945.
- Los mozárabes de Toledo en los siglos XII y XIII, cuatro vols, de 1926 a 1930.
- El amor entre los musulmanes españoles, 1930.
- El Islam y Occidente, discurso de entrada en la Real Academia de Historia, 1931.
- Historia de la España musulmana, 1929
- Don Miguel Asín Palacios (1871-1944). 1944.
- Influencia de la Civilización Árabe, 1931.
- Moros y Cristianos en España Medieval. Estudios Histórico-Literarios. Tercera serie, 1945.
- Versiones Castellanas del Sendebar, 1946.
- Historias y Leyendas. Estudios Literarios. 1942.

### Otros
- Miscelánea conquense, 1929.
- «El Centro de Estudios Históricos» y «La herencia de la Institución Libre de Enseñanza» , en Una poderosa fuerza secreta. La Institución Libre de Enseñanza (Editorial Española, S. A, Padre Larroca, núm. 9, San Sebastián, 1940).
- El tesoro de los Nazaríes, 1940.
- La maya. Madrid, CSIC, 1944.
- Fuentes para la historia de Cuenca y su provincia. Madrid, CSIC, 1944.